# Rio Crasna (Jiu)
O Rio Crasna é um rio da Romênia, afluente do Amaradia, localizado no distrito de Gorj.